# Storicità della Bibbia

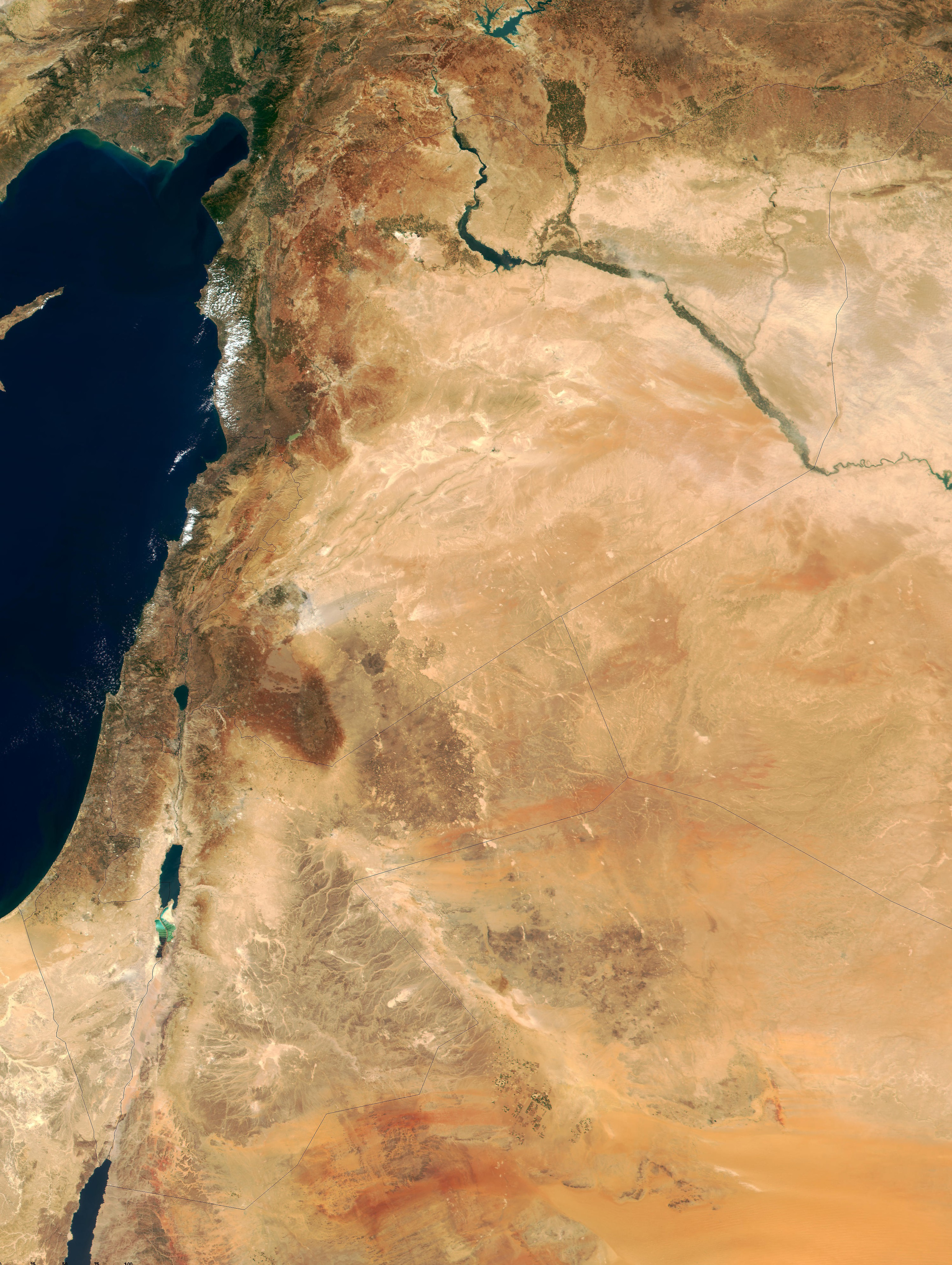
Il Medio Oriente e il Vicino Oriente antico sono le regioni dove ha avuto origine la Bibbia

La storicità della Bibbia è un campo della storia delle religioni e della biblistica che utilizza il metodo critico e l'analisi storica per verificare l'attendibilità o l'erroneità degli eventi e dei personaggi riportati nella Bibbia e nei libri apocrifi confrontati con la realtà storica, insieme a numerose risorse e scienze empiriche, che spaziano dall'archeologia biblica alla storiografia, dalla linguistica alla letteratura comparata.
Lo studio basato sulla critica storica della Bibbia può condurre ad una più approfondita comprensione di religione, cultura, mitologia, leggenda, poesia, diritto e morale non solo ebraiche o paleocristiane, ma anche del Vicino Oriente antico, mesopotamiche, levantine, ellenistiche e romane.
Gli studiosi esaminano anche il contesto storico dei singoli passaggi biblici o apocrifi, l'importanza ascritta agli eventi dai rispettivi gruppi di pensiero o singoli autori, e la coerenza o il contrasto tra le descrizioni di questi eventi rispetto all'evidenza storica fornita da reperti, fossili, date, documenti e fonti letterarie o storiche extra-bibliche.

## Materiali e metodi

### Manoscritti e canoni
La Bibbia consiste di molteplici manoscritti e diversi canoni, che si differenziano per la presenza o meno di alcuni libri o per il loro ordine.
Per determinare l'accuratezza di una copia manoscritta, l'ecdotica esamina il modo in cui le trascrizioni sono passate nel tempo fino alla loro forma presente. Quanto più è alto il volume dei testi più antichi (e le loro vicendevoli analogie), tanto maggiore sarà la loro affidabilità e minore la probabilità che il contenuto delle trascrizioni sia cambiato negli anni. Le copie multiple possono essere raggruppate per tipi di testo, di cui alcuni tipi sono giudicati più vicini di altri all'ipotetico originale. Le differenze spesso vanno oltre le piccole variazioni e possono comprendere, per esempio, la possibile interpolazione di materiale considerato rilevante per questioni di storicità e dottrina, come nel caso del finale lungo del capitolo 16 del vangelo di Marco.

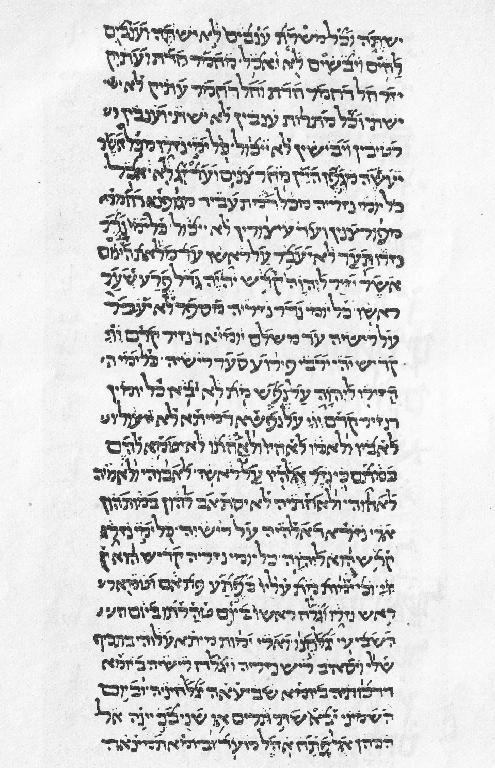
Pagina con testo interlineare in aramaico del Targum Onkelos

I libri che compongono le Sacre Scritture Ebraiche (vedi Tanakh e Antico Testamento) furono scritti in ebraico, e alcuni di essi hanno anche parti in aramaico. Questa raccolta di scritti esiste in parecchie tradizioni, tra cui il testo masoretico, i 47 libri della Septuaginta (una traduzione greca ampiamente usata dal terzo secolo a.C. fino al quinto secolo d.C. circa, ancora considerata autorevole dalle Chiese ortodosse), il Pentateuco samaritano, i Manoscritti biblici di Qumran e altre. Le variazioni tra queste tradizioni sono utili per ricostruire una versione più vicina al testo originale e per tracciare le storie intellettuali di varie comunità ebraiche e cristiane. Il più antico frammento scoperto, ad oggi, che richiami parte del testo della Bibbia ebraica è un piccolo rotolo d'argento, forse un amuleto, risalente al 600 a.C. circa e contenente una versione della benedizione sacerdotale ("Possa Dio far risplendere il suo volto su di te…")
I testi del Nuovo Testamento furono scritti direttamente in greco, anche se già Papia di Ierapoli citava un primo testo matteano scritto "nella lingua degli ebrei". Del Nuovo Testamento sono sopravvissute 5 650 copie manoscritte in greco e più di diecimila in latino. Considerando altre lingue, il numero di copie antiche si approssima a venticinquemila. È possibile apprezzare la ricchezza di questa documentazione tenendo conto che molti classici dell'antichità (ad esempio, Tacito) sono invece giunti a noi in modo parziale e solo in pochissime copie, per di più redatte a grandissima distanza dalla composizione originale. Confrontando le sette principali edizioni critiche del Nuovo Testamento in greco versetto per versetto — Tischendorf, Westcott-Hort, Von Soden, Vogels, Merk, Bover, e Nestle-Aland — si registra il completo accordo per il 62,9% dei versetti: la concordanza tra le edizioni è in effetti decisamente maggiore di quanto venga generalmente inteso.
Il primo tentativo noto di riunire i testi degli apostoli in un canone fu condotto da Marcione, che nel II secolo affiancò al suo Vangelo del Signore (una versione del Vangelo secondo Luca in cui erano state rimossi brani giudicati spuri da Marcione) le lettere paoline, anch'esse in versione ridotta, ai Galati, prima e seconda ai Corinzi, ai Romani, prima e seconda ai Tessalonicesi, ai Laodicesi, ai Colossesi, ai Filippesi e a Filemone, escludendo le pastorali e la Lettera agli Ebrei, perché non le riteneva scritte da Paolo.
Ireneo di Lione sostenne per la prima volta il canone di quattro vangeli (il tetramorfo) verso il 180. I molti altri vangeli e apocrifi dell'Antico Testamento che esistevano a quel tempo finirono per essere giudicati non canonici (cfr. Canone biblico) ed eliminati.
Nella sua lettera pasquale del 367, Atanasio, vescovo di Alessandria d'Egitto, enunciò una lista di libri esattamente corrispondente a quelli che avrebbero composto il canone del Nuovo Testamento, e usò in proposito la locuzione "che sono canonizzati" (kanonizomena).
Il Concilio di Roma (382) presieduto da papa Damaso I proclamò un canone identico, e la sua decisione di ordinare la Vulgata (versione latina della Bibbia), verso il 383, ebbe un'importanza fondamentale nel radicarsi del canone in Occidente. Maggiori dettagli si possono trovare nella sezione che tratta la formazione del canone neotestamentario.

### Testi
Tanakh 
Il Tanakh è l'acronimo, formato dalle prime lettere delle tre sezioni Bibbia secondo la tradizionale divisione ebraica, con cui si designano i testi sacri dell'ebraismo e può essere suddiviso in tre blocchi distinti assimilabili alla narrativa storica moderna.
Torah: dalla Genesi al Deuteronomio
Dio crea il mondo; il mondo che Dio crea è buono, ma si corrompe interamente per la decisione dell'uomo di peccare. Dio con il diluvio universale distrugge tutto tranne le otto persone rimaste giuste e abbrevia significativamente la durata della vita umana.
Dio sceglie Abramo per ereditare la terra di Canaan.
Il figlio di Israele, nipote di Abramo, va in Egitto, dove i loro discendenti sono ridotti in schiavitù. Gli israeliti sono guidati fuori dall'Egitto da Mosè (Esodo) e ricevono la legge di Dio, che rinnova la promessa della terra di Canaan.
Storia deuteronomica: da Giosuè ai Re
Gli israeliti conquistano la terra di Canaan guidati da Giosuè, successore di Mosè. Sotto i Giudici vivono in uno stato di conflitto e precarietà costanti, finché Samuele consacra Saul quale loro re.
Saul si dimostra non all'altezza, e Dio sceglie Davide a succedergli. Sotto Davide gli israeliti sono uniti e conquistano i loro nemici, e sotto suo figlio Salomone vivono in pace e prosperità. Ma con i successori di Salomone il regno è diviso, Israele al nord e Giuda al sud, ed i re di Israele si allontanano da Dio e il popolo del nord finisce soggiogato da invasori.
Giuda, a differenza di Israele, ha alcuni re che seguono Dio, mentre molti altri non lo fanno, e dopo un certo periodo perde la libertà a sua volta, e il Tempio di Dio eretto da Salomone è distrutto.
Storia del cronista: Cronache ed Esdra/Neemia
Cronache inizia riprendendo la storia della Torah e quella deuteronomica, con alcune differenze nei dettagli. Presenta nuovo materiale seguendo il suo racconto della caduta di Gerusalemme, l'evento che conclude la storia deuteronomica. I babilonesi, che avevano distrutto il Tempio e ridotto in schiavitù il popolo ebraico, vengono a loro volta sconfitti dai persiani guidati dal loro re Ciro.
Ciro permette agli esuli di tornare a Gerusalemme. Il Tempio viene ricostruito, e le leggi di Mosè sono lette al popolo.
Altri testi
Molti altri libri della Bibbia ebraica sono posti in un contesto storico o forniscono altrimenti notizie che possono considerarsi storiche, benché detti libri non si propongano come storie.
I profeti Amos e Osea scrivono di eventi occorsi nel regno d'Israele dell'ottavo secolo; il profeta Geremia descrive fatti precedenti la caduta di Giuda; Ezechiele scrive di eventi anteriori o concomitanti all'esilio di Babilonia, ed altri profeti analogamente toccano altri periodi, di solito quelli in cui essi stessi vivono.
Parecchi libri sono compresi in alcuni canoni, ma non in altri. Fra questi, Maccabei è un'opera puramente storica su fatti del secondo secolo a.C. Altri sono di orientamento non storico ma sono posti in contesti storici o riprendono storie più antiche, come Enoch, un'opera apocalittica del secondo secolo a.C.

#### Nuovo Testamento
Benché non ci sia quasi più discussione sulla paternità di molte lettere di Paolo, non c'è consenso accademico sugli autori degli altri libri del Nuovo Testamento, che la maggior parte degli studiosi considera autografi sotto pseudonimo, in alcuni casi scritti più di una generazione dopo gli eventi che descrivono.
Vangeli/Atti
Gesù nasce da Giuseppe e Maria; è battezzato da Giovanni il Battista e inizia la sua missione di predicazione e salvezza in Galilea; giunge in Gerusalemme per celebrarvi la Pasqua ebraica, è arrestato, processato, condannato e crocefisso. Dio lo resuscita da morte, appare ai suoi seguaci, enunciando loro la grande missione finale, e ascende al cielo per sedere alla destra del Padre, con la promessa di ritornare. I discepoli, che erano stati spaventati dalla crocifissione, sono incoraggiati dalla resurrezione di Gesù e continuano a praticare e predicare i suoi insegnamenti. Paolo di Tarso predica lungo tutto il Mediterraneo orientale, è arrestato e si appella alla giustizia romana. È mandato a Roma per il processo, e il racconto s'interrompe.
Epistole/Apocalisse
Le Epistole (letteralmente "lettere") hanno soprattutto un contenuto teologico, ma presentando tali argomenti espongono anche una "storia della teologia". L'Apocalisse tratta principalmente il giudizio universale e la fine del mondo.

### Fonti extra-bibliche
Prima del XIX secolo, l'analisi testuale della Bibbia stessa era l'unico strumento disponibile per estrarre e valutare, con criteri e strumenti che non erano assolutamente attendibili rispetto alle introduzioni del secolo successivo, qualsivoglia dato storico essa contenesse. Gli ultimi duecento anni, invece, hanno visto una proliferazione di nuove fonti di dati e strumenti analitici, tra cui:
- Esame e critica comparata di altri testi, documenti ed iscrizioni mediorientali.[13]
- I reperti acquisiti con gli scavi archeologici in tutto il Medio Oriente, analizzati con l'ausilio di apparati tecnici e statistici sempre più sofisticati.[14]
- Studi di geografia storica, demografia, scienza del suolo, tecnologia e linguistica comparata.[15]
- L'elaborazione di modelli antropologici, psicologici e sociologici confrontati con la storia del popolo ebraico e delle popolazioni con cui è entrato in contatto nelle rispettive epoche storiche.
- Esame e analisi storica degli apocrifi, o testi non canonici, confrontati con i testi biblici o con altre opere extra-bibliche.

### Leggere e scrivere la storia

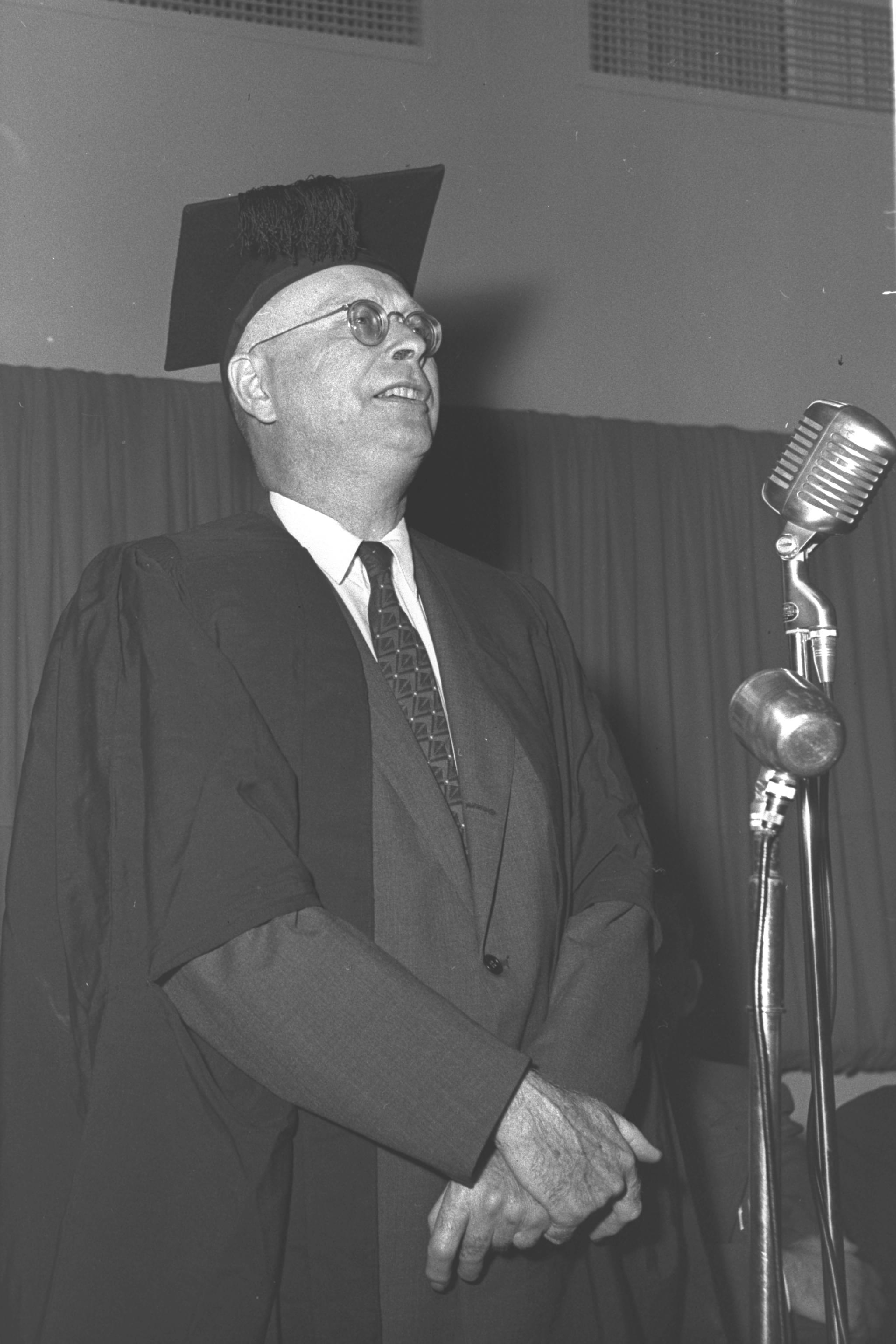
W.F. Albright, decano dell'archeologia biblica, nel 1957

Anche il significato del termine "storia" dipende dal contesto storico. Paula McNutt, per esempio, nota che i racconti dell'Antico Testamento 
Il fulcro della storia biblica è pure mutato nel corso dell'era moderna. Il progetto di archeologia biblica collegato a W.F. Albright, che cercava di vagliare la storicità degli eventi narrati nella Bibbia attraverso i testi antichi ed i reperti del Vicino Oriente, è più specifico se confrontato con la più ampia visione della storia descritta dall'archeologo William Dever. 

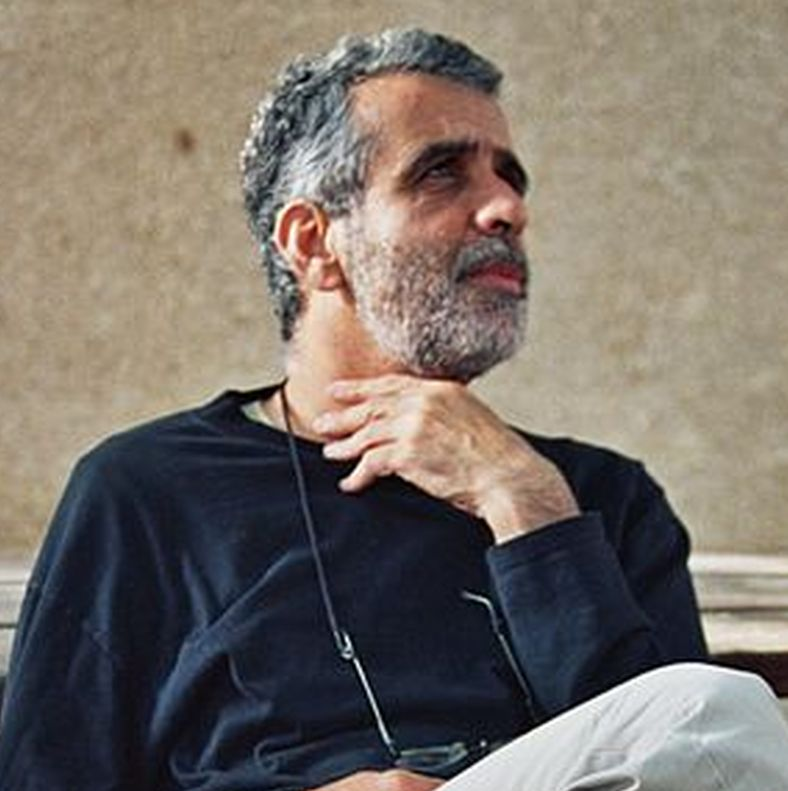
Israel Finkelstein, archeologo e accademico dell'Università di Tel Aviv, esponente della "cronologia bassa".

Analizzando il ruolo della sua disciplina nell'interpretare la testimonianza biblica, Dever ha ricercato un ampio ventaglio di acquisizioni storiche nella Bibbia, tra cui la storia della teologia (la relazione tra Dio e i credenti), la storia politica (di solito il resoconto di "Grandi Uomini"), la storia narrativa (la cronologia degli eventi), la storia intellettuale (le idee ed il loro sviluppo, contesto ed evoluzione), la storia socio-culturale (le istituzioni, ed anche le loro radici sociali nella famiglia, clan, tribù, classe sociale e stato), storia culturale (evoluzione culturale complessiva, demografia, struttura socio-economica e politica ed etnicità), storia tecnologica (le tecniche con cui gli esseri umani si adattano all'ambiente e ne sfruttano o impiegano le risorse), la storia naturale (come gli esseri umani scoprono le caratteristiche ecologiche del loro ambiente e vi si adattano), e la storia materiale (i manufatti correlati a cambiamenti nel comportamento umano).
Una sfida speciale nel valutare la storicità della Bibbia è distinguere nettamente le prospettive sulla relazione tra storia narrativa e significato teologico. Da un lato, alcuni sostenitori del fondamentalismo cristiano e dell'infallibilità delle Scritture negano "che l'infallibilità ed inerranza bibliche siano limitate ai temi spirituali, religiosi o di redenzione, con ciò escludendo le affermazioni nei campi della storia e della scienza. Inoltre neghiamo che le ipotesi scientifiche sulla storia della terra possano lecitamente essere usate per sovvertire l'insegnamento delle Scritture su creazione e diluvio." D'altro canto, autorevoli studiosi hanno espresso vedute diametralmente opposte:
Questa diversità di visioni è più acuta per le questioni che rivestono una rilevanza politica attuale (come la promessa della terra fatta da Dio ad Abramo) o assumono comunque importanza teologica (la partenogenesi di Gesù e la sua resurrezione).

## Critiche alla storicità

### Tanakh

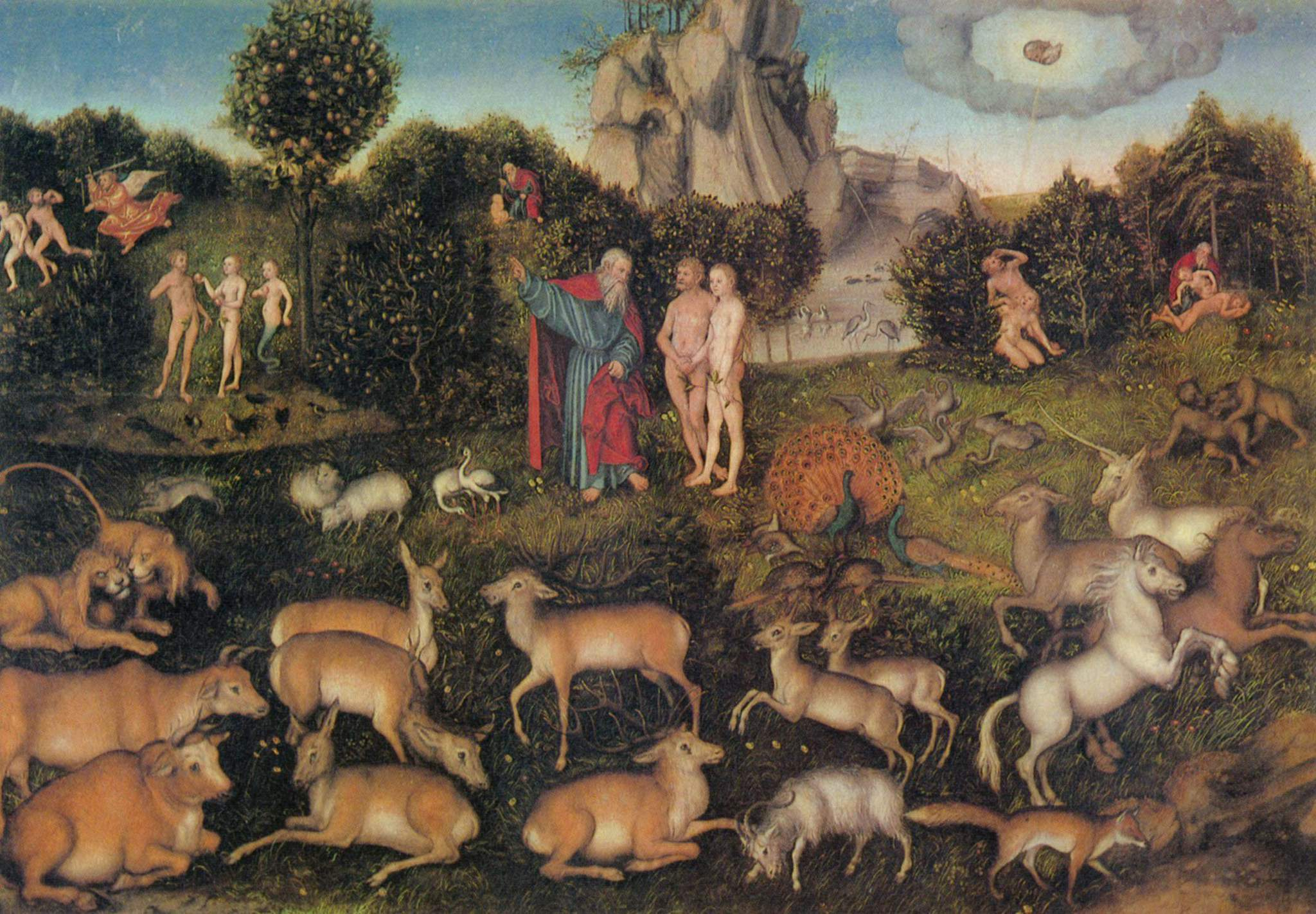
Il giardino di Eden: dalla storia alla mitologia. Dipinto di Lucas Cranach il Vecchio (1472–1553).

C'era sempre stata una tradizione critica risalente almeno ad Agostino d'Ippona (354–430), con interpretazioni "chiaramente divergenti con quelle comunemente percepite nell'evangelicismo come visioni tradizionali della Genesi." La tradizione ebraica ha mantenuto anche una trama critica nel suo approccio alla storia biblica primordiale. L'influente filosofo medievale Maimonide conservava un'ambiguità scettica verso la creazione dal nulla e considerava i racconti su Adamo come "antropologia filosofica, piuttosto che narrazioni storiche di cui è protagonista il 'primo uomo'." I filosofi greci Aristotele, Critolao e Proclo sostenevano che il mondo fosse eterno.
Galileo Galilei è il nome più strettamente associato alla prima critica scientifica all'autorità biblica, ma l'universo eliocentrico non aveva una rilevanza tale, nei confronti dell'ontologia biblica, da non trovare alla lunga una riconciliazione. Gli scritti di Galileo rimasero nell'Indice dei libri proibiti fino al 1835, quando la Chiesa aveva ormai da tempo rinunciato ad ogni forma di opposizione all'eliocentrismo. Ad ogni modo, l'eliocentrismo è stato accettato dalla maggior parte dei fondamentalisti cristiani odierni (ma non proprio da tutti). Sostanzialmente è stata la nascita della geologia, segnata dalla pubblicazione nel 1788 della Theory of the Earth di James Hutton, che ha avviato la rivoluzione intellettuale destinata a detronizzare il racconto di Genesi dal ruolo di autorità definitiva sui primordi della Terra e sulla preistoria. La prima "vittima" fu proprio la storia della Creazione, e dal principio del XIX secolo "nessuno scienziato responsabile si batteva per la credibilità letterale del racconto mosaico della creazione". La battaglia tra uniformitarismo e catastrofismo mantenne in vita il Diluvio nella disciplina scientifica nascente, finché Adam Sedgwick, presidente della Geological Society, ritrattò pubblicamente la propria posizione nel suo discorso di insediamento del 1831: 

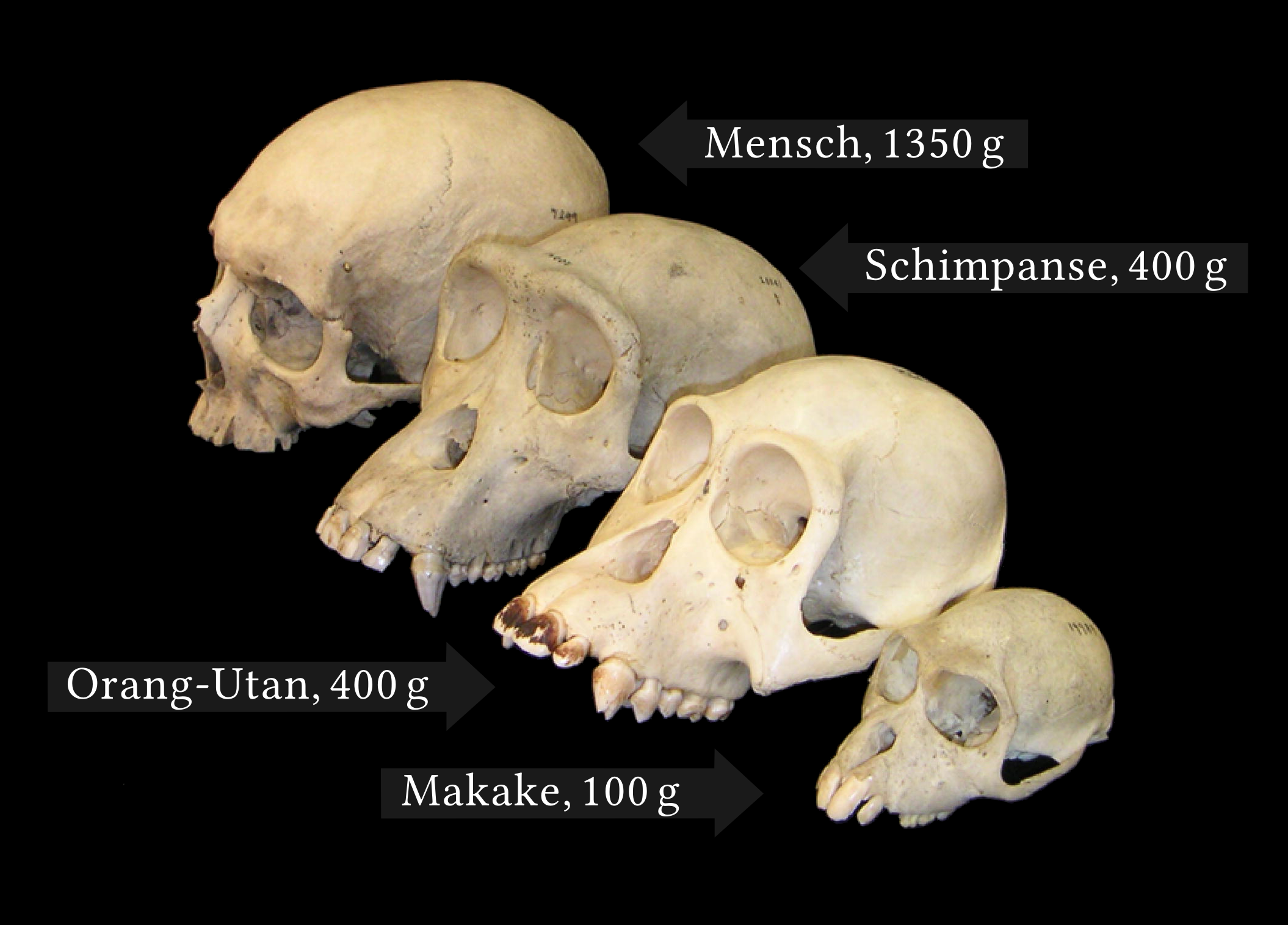
Teschi di primati (homo, scimpanzé, orango e macaco) e relativo peso cerebrale a confronto.
La scoperta dell'evoluzione da parte di Darwin ha smentito il creazionismo e la lettura letterale della Bibbia, contribuendo anche al progresso della storia delle religioni e degli studi biblici verso una nuova era.

Tutto ciò lasciava il "primo uomo" e suoi supposti discendenti nella scomoda posizione di essere sradicati da tutto il contesto storico finché Charles Darwin sdoganò il giardino dell'Eden con la pubblicazione de L'origine delle specie nel 1859. L'accettazione da parte dell'opinione pubblica della rivoluzione scientifica in biologia effettuata da Darwin era vasta ma anche, e rimane, non uniforme, e l'orientamento dominante nella comunità scientifica arrivò presto ad un consenso, tuttora sussistente, nelle scoperte e prove scientifiche di Darwin e di scienziati e ricercatori a lui successivi (vedi Evoluzione#Prove). In questo senso in Genesi 1-11 troviamo un lavoro letterario altamente schematico che rappresenta teologia/mitologia e non storia.
Nei secoli passati si riteneva, per tradizione, che i testi biblici fossero stati composti dai principali attori o testimoni degli eventi descritti — il Pentateuco era opera di Mosè, il Libro di Giosuè era di quest'ultimo, e così via. La Riforma protestante mise a disposizione di un pubblico molto più vasto i testi sacri, e ciò, combinato con quel clima crescente di fermento intellettuale del diciassettesimo secolo che avrebbe innescato l'Illuminismo, espose queste tradizionali attribuzioni all'impietosa luce dello scetticismo. Nell'Inghilterra protestante il filosofo Thomas Hobbes nella sua opera principale Il Leviatano (1651) negò l'autorità mosaica del Pentateuco, ed indicò che Giosuè, Giudici, Re e Cronache erano stati scritti ben più tardi degli eventi che pretendevano di narrare. Le sue conclusioni si fondavano su dimostrazioni interne al testo, ma in un ragionamento che ben s'inserisce nei moderni dibattiti annotava: "Chi fossero gli autori originali di parecchi Libri delle Sacre Scritture, non è stato dimostrato da alcuna testimonianza sufficiente di altra Storia (che è l'unica prova della realtà effettiva)."

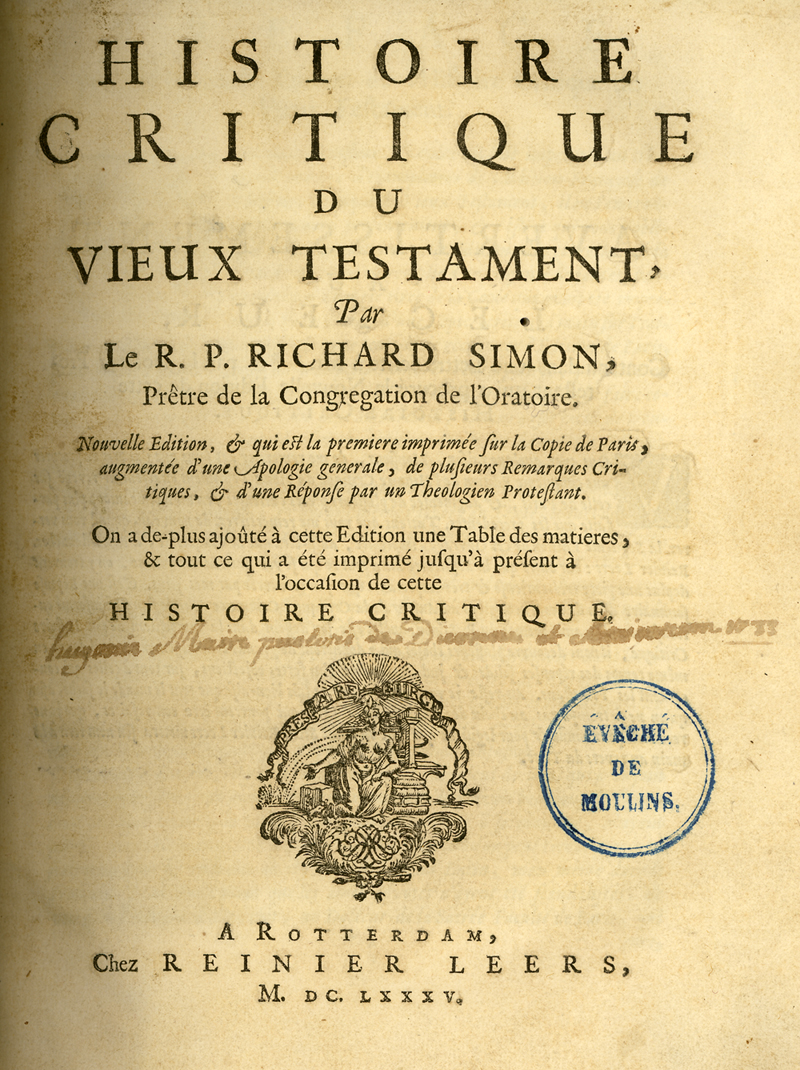
Frontespizio della Histoire critique di Simon, 1682.

Il filosofo Baruch Spinoza fece eco ai dubbi di Hobbes circa la provenienza dei libri storici nel suo Trattato teologico-politico (1670), e sviluppò la congettura che la redazione di questi testi fosse avvenuta nel periodo post-esilico sotto gli auspici di Ezra. Spinoza era stato precedentemente "scomunicato" dal consiglio rabbinico di Amsterdam per la sua eresia.
Il prete francese Richard Simon introdusse queste prospettive critiche nella tradizione cattolica nel 1678, osservando che "la maggior parte delle Sacre Scritture pervenuteci, non sono che Adattamenti e Riassunti di antichi Atti che venivano tenuti nei Registri degli ebrei," con ciò dando vita probabilmente al primo lavoro di ecdotica (critica testuale) in senso moderno.
Per reazione Jean Astruc, trasponendo i metodi comuni della critica delle fonti dall'analisi dei testi classici secolari al Pentateuco, credette di poter individuare quattro diverse tradizioni manoscritte, a suo avviso attribuibili a Mosè in persona. (p. 62–64)

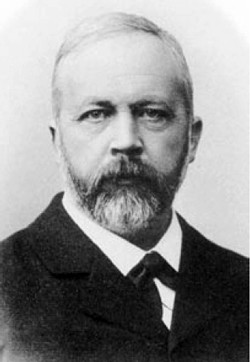
Julius Wellhausen, studioso biblico e orientalista, propose l'ipotesi documentale.

Il suo libro del 1753 diede origine alla scuola nota come critica storica che culminò con Julius Wellhausen e la sua formalizzazione della ipotesi documentale negli anni 1870 con la pubblicazione di Prolegomena zur Geschichte Israels, che con numerose varianti ancora domina l'approccio degli studiosi alla composizione dei racconti storici nella Bibbia.
Dalla fine del XIX secolo si raggiunse il consenso fra gli studiosi sul punto che il Pentateuco fosse opera di molti autori che scrivono tra il 1000 a.C. (epoca di Davide) ed il 500 a.C. (epoca di Ezra) e redatta "intorno" al 450, e di conseguenza qualunque storia contenesse fosse più spesso polemica che puramente fattuale — una conclusione corroborata dalle allora recenti confutazioni di ciò che al tempo errano ampiamente classificate quali mitologie bibliche, come discusso supra.
Nei decenni successivi Hermann Gunkel portò l'attenzione sugli aspetti mitici del Pentateuco, e Albrecht Alt, Martin Noth e la scuola della storia di tradizione sostennero che sebbene le sue tradizioni essenziali abbiano radici genuinamente antiche, i racconti erano fantasiosi apparati di sfondo, da non intendersi come storia nel senso moderno. Sebbene siano sorti dubbi sulle ricostruzioni storiografiche di questa scuola (particolarmente la nozione di tradizioni orali quali primaria fonte antica), buona parte della sua critica della storicità biblica fu ampiamente accettata. L'osservazione di Gunkel che
è divenuta in varie forme un luogo comune della critica contemporanea.
Negli Stati Uniti il movimento dell'archeologia biblica, influenzato da Albright, contrattaccò, affermando che anche l'ampio profilo contenuto nelle cornici narrative era vero, sicché se gli studiosi non potevano realisticamente aspettarsi di confermare o smentire singoli episodi della vita di Abramo e degli altri [patriarchi], essi erano individui reali che potevano essere collocati in un contesto dimostrato dai ritrovamenti archeologici. Ma quando vennero fatte più scoperte, senza che si materializzassero i ritrovamenti annunciati, divenne evidente che l'archeologia non confortava in pratica le pretese di Albright e dei suoi seguaci. Oggi, solo una minoranza di studiosi continua ad operare in questo schema, principalmente per ragioni di credo religioso.
Sul piano accademico, la storia del Deuteronomista è sovrapponibile al Pentateuco: la scuola europea della storia di tradizione ne concluse che il racconto non era veritiero e non poteva essere usato per costruire una storia narrativa; la scuola americana di Albright affermò che era possibile quando vi fosse riscontro nelle risultanze archeologiche; e le moderne tecniche archeologiche furono utilizzate per tentare di dirimere la controversia. Il caso test fu il libro di Giosuè ed il suo racconto di una rapida, devastante conquista delle città cananee: Il primo scavo condotto con metodologie moderne è stato eseguito dall'archeologo John Garstang tra il 1930 e il 1936. Ha datato le doppie mura della città caduta tra la fine del XV e l'inizio del XIV secolo a.C., concludendo che la città fu completamente distrutta da un incendio violento intorno al 1400 a.C. Garstang ha attribuito la distruzione all'invasione di Israele, sostenendo che la caduta di Gerico avvenne come descritto nella Bibbia. Successivamente, Kathleen Kenyon, negli anni '50, ha messo in discussione queste conclusioni, sostenendo che Gerico venne distrutta verso la metà del XVI secolo a.C. e che la città fu occupata per gran parte dell'Età del Bronzo, ad eccezione di una breve occupazione nel XIV secolo a.C. Trascorsi oltre vent’anni, Bryant Wood, uno dei massimi esperti di archeologia sul sito di Gerico, ha confermato le conclusioni di Garstang, trovando errori metodologici nelle conclusioni di Kenyon. Ha sostenuto che la correlazione tra le prove archeologiche e la narrazione biblica è sostanziale, citando diversi passaggi della Bibbia che corrispondono agli scoperti archeologici.
Thomas L. Thompson, uno dei principali esponenti del minimalismo biblico, per esempio ha criticato il ruolo assegnato a Gerusalemme verso il X secolo a.C., un periodo per il quale l'evidenza archeologica suggerisce un ruolo minore dell'abitato: in quel periodo lo Stato di Israele, comunque di modeste dimensioni, aveva secondo l'autore il suo baricentro in Samaria. Thompson rileva infine l'assenza di prove dell'esistenza di re chiamati Saul, Davide o Salomone e assegna a Gerusalemme il ruolo di capitale solo a partire dal VII secolo a.C.
I sostenitori di questa teoria mettono pure in rilievo il fatto che la divisione della terra in due entità, Gerusalemme e Sichem, risale alla dominazione egizia di Israele nel Nuovo Regno. Si dice che l'impero di Salomone si sarebbe esteso dall'Eufrate // Tigri a nord al Mar Rosso a sud; sarebbe stato necessario un vasto impiego di uomini ed armi altamente organizzati per conquistare, soggiogare e governare questa area(Quasi desertica completamente). Ma è arduo dimostrare archeologicamente che Gerusalemme fosse una città grande abbastanza nel X secolo a.C., e il Regno di Giuda sembra insediato in modo troppo rado nello stesso periodo. 
Dato che Gerusalemme è stata distrutta e ricostruita tra le 15 e le 20 volte dal tempo di Davide e Salomone, alcuni sostengono che buona parte delle prove potrebbero facilmente essere andate perdute.
Nessuna delle conquiste di Davide o di Salomone è menzionata nelle storie dell'epoca perche'spesso di entita'regionale e gli imperi importanti erano in crisi (ittiti assiri egizi). Culturalmente, il collasso dell'età del bronzo è d'altronde un periodo di generale impoverimento culturale dell'intera regione levantina, il che rende difficile considerare l'esistenza di qualunque unità territoriale grande quanto il regno di Davide, le cui caratteristiche culturali sembrano assimilarlo più al regno successivo di Ezechia o Giosia che alle condizioni politiche ed economiche dell'undicesimo secolo. Il resoconto biblico non formula alcuna pretesa che Israele governasse direttamente le aree comprese nei suoi imperi e che sono invece descritte come stati-vassalli. Comunque, dopo la scoperta di un'iscrizione datata nono o ottavo secolo a.C. sulla stele di Tel Dan dissotterrata nel nord di Israele, che può riferirsi alla "casa di Davide" come ad una dinastia di re, il dibattito è proseguito. È un punto ancora controverso; in particolare, non si sa se la monarchia unita, l'impero di Salomone e la ribellione di Geroboamo siano mai esistiti, o siano stati inventati successivamente. La stele di Mesha, datata 840 a.C. circa, può citare la Casa di Davide, e menziona eventi e nomi che si ritrovano in Re.(Memoria)
C'è anche un problema sulle fonti di questo periodo storico. Non ci sono documenti contemporanei indipendenti al di fuori del resoconto dai libri di Samuele, che mostra troppi anacronismi per essere stato un resoconto contemporaneo. Per esempio, si fa menzione di armature troppo "moderne" per l'epoca descritta (1 Samuele 17:4–7, 38–39; 25:13), uso di cammelli (1 Samuele 30:17), e cavalleria (distinta dal carro da guerra) (1 Samuele 13:5, 2 Samuele 1:6), picconi ed asce d'acciaio (come se fossero stati comuni, (2 Samuele 12:31), tecniche di assedio sofisticate (2 Samuele 20:15). C'è un reparto militare di dimensioni spropositate (2 Samuele 17:1), una battaglia con 20 000 caduti (2 Samuele 18:7), un accenno a milizie e servitù kushite, dando chiaramente prova di una data in cui i kushiti erano comuni, dopo la XXVI dinastia egizia, verso l'ultimo quarto dell'ottavo secolo a.C..Essendo un libro puo'essere destinato anche a ambienti esteri.

### Nuovo Testamento
Gli insegnamenti e la natura di Gesù sono tuttora discussi dagli studiosi biblici. La ricerca del Gesù storico ebbe inizio nel XVIII secolo ed è oggi in un periodo di grande fioritura. Alcune delle dottrine recenti di maggior rilievo si ebbero negli anni 1980 e 1990 con i lavori di J. D. Crossan, James D. G. Dunn, John P. Meier, E. P. Sanders e N. T. Wright, per citare alcuni tra gli autori più letti e dibattuti. I documenti neotestamentari più antichi che si riferiscono a Gesù, le lettere di Paolo, sono normalmente datate intorno al 50 d.C. Dato che Paolo richiama ben poco della vita ed attività di Gesù, esse non sono di grande aiuto per ricostruire la sua vita, benché contengano alcuni riferimenti ad informazioni riferite a Paolo da testimoni di tali vicende.

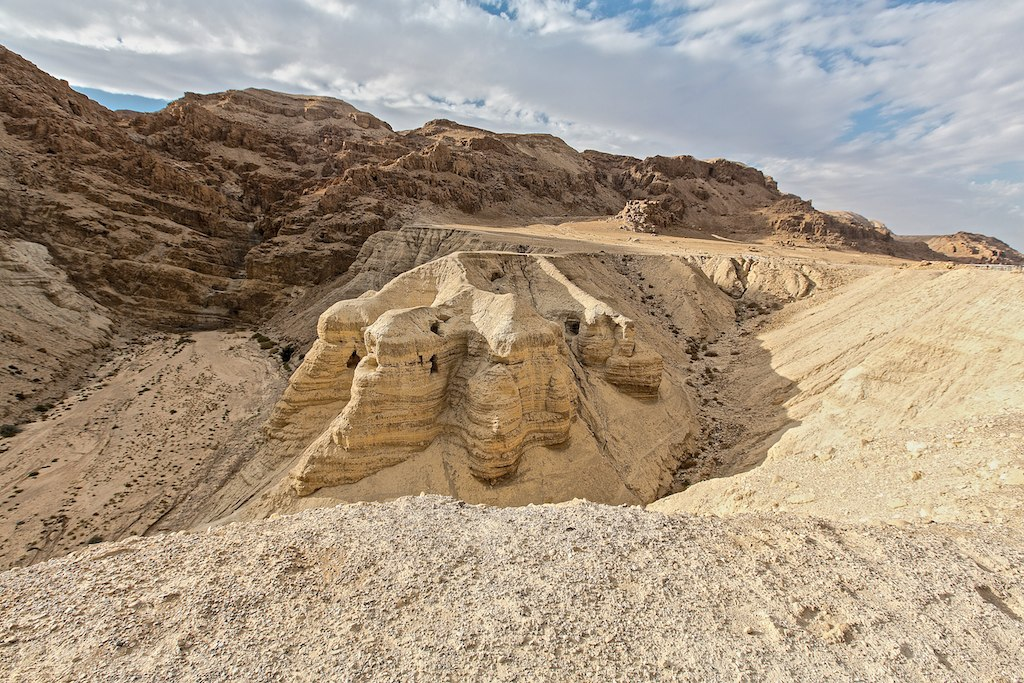
Grotte di Qumran, deserto della Giudea, uno dei vari luoghi dove sono stati ritrovati i rotoli del Mar Morto.

La scoperta dei rotoli del Mar Morto ha diffuso nuova luce sul contesto della Giudea del primo secolo, rilevando la diversità delle credenze giudaiche ed anche diffuse attese ed insegnamenti. Per esempio, si scopre che l'attesa dell'avvento del messia, l'escatologia, le beatitudini del discorso della Montagna e molti altri contenuti del primitivo movimento cristiano erano già presenti nella letteratura apocalittica giudaica, nel giudaismo enochico e nell'essenismo del periodo del Secondo Tempio, in particolare pr quanto riguarda i parallelismi con la comunità monastica degli esseni di Qumran o qumraniti. Ciò ha avuto l'effetto di ricondurre la cristianità dei primi tempi alle sue radici ebraiche ben più di quanto si facesse fino a quel momento. Oggi è noto che l'ebraismo rabbinico ed il "cristianesimo delle origini" sono solo due delle numerose sette giudaiche del tardo Secondo Tempio sopravvissute alla prima rivolta ebraica del 66-67 d.C.

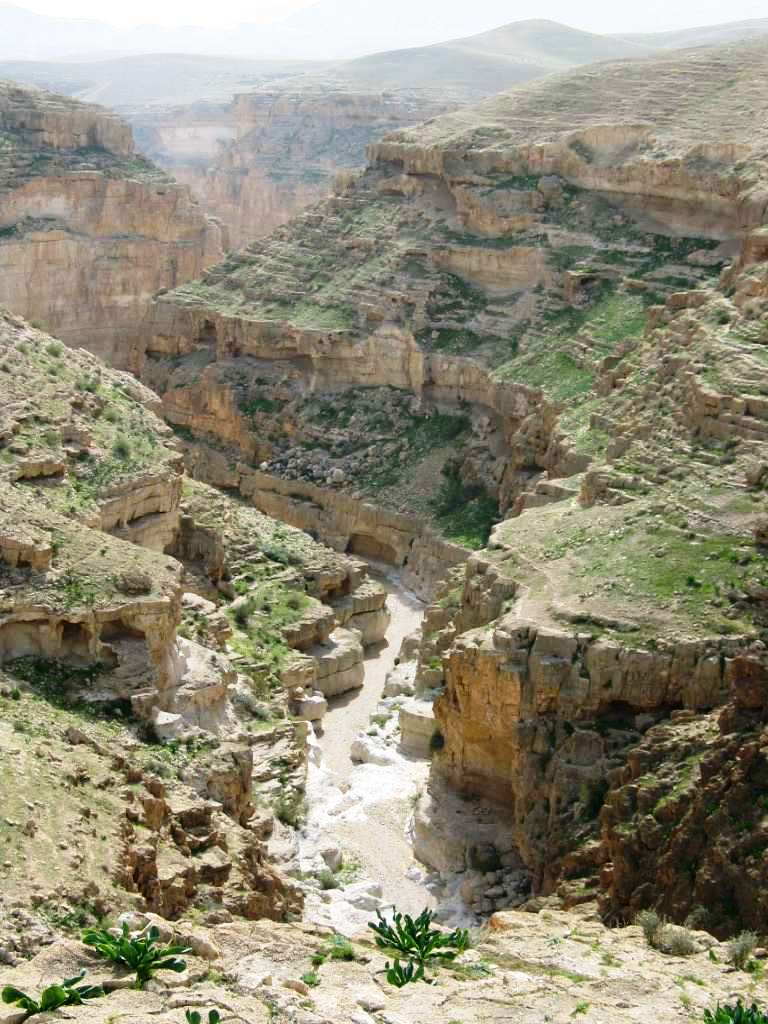
Ruscello di Nahal Darga nel deserto della Giudea

La maggior parte degli studiosi ritiene che i resoconti del vangelo canonico furono scritti tra il 70 ed il 110, da 40 a 80 anni dopo la crocifissione, ancorché si fondassero su tradizioni e testi più risalenti, come la fonte Q, i logia o "vangeli-oracolo", il resoconto della Passione ed altra letteratura più antica. Alcuni studiosi sostengono che questi resoconti vennero stilati da testimoni, benché tale opinione sia contestata da altri studiosi. Ci sono anche riferimenti secolari a Gesù, sebbene scarsi e piuttosto tardi. Ad ogni modo quasi tutti i critici storici concordano che la persona realmente esistita del Gesù storico abbia insegnato per le campagne della Galilea verso il 30, abbia avuto dai seguaci che le attribuivano azioni soprannaturali e sia stata giustiziata dai romani forse per ribellione o per il convergere di interessi diversi, di natura religiosa e politica.
Molti studiosi hanno posto in rilievo che il vangelo di Marco mostra scarsa conoscenza di aspetti geografici, politici e religiosi della Giudea ai tempi di Gesù. Di conseguenza, al giorno d'oggi si crede per lo più che l'autore sia sconosciuto e lontano, sia geograficamente sia storicamente, dagli eventi narrati sebbene con varie sfumature e con studiosi quali Craig Blomberg, che condividono il punto di vista più tradizionale. L'uso di espressioni che si potrebbero definire goffe e poco raffinate fa sì che il vangelo di Marco appaia in qualche modo illetterato o persino rozzo. Questo può essere attribuito all'influenza che Pietro, un pescatore, si suppone abbia avuto sulla scrittura di Marco. Gli autori del vangelo di Matteo e del vangelo di Luca avrebbero quindi utilizzato come fonte, almeno secondo gli studiosi che sostengono il tipo testuale cesariense, quello di Marco, apportando modifiche e miglioramenti per superarne le particolarità ed i limiti descritti.
L'affidabilità degli Atti degli Apostoli, fonte primaria per l'età apostolica, è un tema fondamentale per gli studiosi biblici e gli storici delle origini del cristianesimo.
Mentre alcuni studiosi biblici vedono gli Atti come estremamente accurati e corroborati dall'archeologia, altri sono di opinione opposta e li reputano anche in contrasto con le epistole paoline. Gli Atti ritraggono Paolo in atteggiamento più coerente con la Chiesa di Gerusalemme, mentre le epistole attestano più conflitto, come nel caso dell'incidente di Antiochia (cfr. Paolo di Tarso e il giudaismo).

## Scuole di pensiero archeologico e storico

### Sinossi di vedute accademiche
Una lettura critica del testo biblico richiede consapevolezza di quando fu scritto, da chi e per quale scopo. Per esempio, molti accademici concorderebbero sul fatto che il Pentateuco esisteva poco dopo il VI secolo a.C., ma non sarebbero d'accordo su quando sia stato scritto. Le date proposte vanno dal XV al VI secolo a.C. Un'ipotesi abbastanza condivisa lo collega al regno di Giosia (VII secolo a.C.). In questa ipotesi, i presunti eventi dell'Esodo si sarebbero svolti secoli prima della loro narrazione. Argomenti di questo genere sono tipici problemi di datazione della Bibbia.

Distribuzione delle tradizioni Jahvista, Elohista, Deuteronomista e Sacerdotale nella Torah insieme ai contributi e la revisione dei redattori successivi.

L'ipotesi documentale, usando la Bibbia stessa come prova, pretende di dimostrare che la nostra versione attuale si basava su fonti scritte più antiche, andate perdute. Benché sia stata notevolmente modificata nel corso degli anni, anche con l'intervento di Hermann Gunkel, Martin Noth e Gerhard von Rad, l'ipotesi documentale viene accettata dalla maggior parte degli esperti e storici contemporanei come la teoria dominante sull'origine e formazione del Pentateuco, e gli studiosi biblici ricorrono alla terminologia di Wellhausen e fanno affidamento sulle sue scoperte. Diversi altri studiosi invece la respingono, per esempio l'egittologo Kenneth Kitchen, Umberto Cassuto nei suoi scritti più recenti e Gleason Archer Jr..

### Dicotomia massimalisti - minimalisti
Una spaccatura netta, in due scuole contrapposte, nella comunità dei biblisti, è deplorata dagli studiosi biblici non fondamentalisti, in quanto tentativo dei cosiddetti cristiani "conservatori" di rappresentare il campo come una diatriba bipolare, in cui solo una parte è nel giusto.
Recentemente si è attenuata la differenza tra massimalisti e minimalisti, ad ogni modo è iniziata una nuova scuola con l'opera The Quest for the Historical Israel: Debating Archaeology and the History of Early Israel ("La ricerca dell'Israele storico: discutere l'archeologia e la storia d'Israele antico") di Israel Finkelstein e Amihai Mazar. Questa scuola sostiene che l'archeologia post-processuale ci mette in grado di riconoscere l'esistenza di una via di mezzo tra minimalismo e massimalismo, e che si devono condannare ambedue gli estremismi. L'archeologia offre conferme ad alcune parti del racconto biblico, ma al contempo mette in guardia da certe interpretazioni ingenue fatte da alcuni studiosi. L'esame attento delle prove dimostra che la precisione storica della prima parte dell'Antico Testamento è massima durante il regno di Giosia, mentre tale precisione diminuisce quanto più si va indietro nel tempo da tale data; questo confermerebbe che i testi avrebbero subito un'intensa revisione intorno al predetto periodo.

### Minimalismo biblico
I minimalisti biblici in generale sostengono che la Bibbia è un'opera principalmente teologica e apologetica, e tutti i racconti che essa contiene hanno carattere eziologico. Si ritiene che i racconti più antichi abbiano una base storica fittizia che fu ricostruita secoli dopo (cioè durante e dopo l'esilio babilonese), e che possiedano tutt'al più pochi frammenti di ricordo storico genuino —che per definizione sono solo quei punti di cui si trova un riscontro nelle scoperte archeologiche. Secondo questo punto di vista, tutti i racconti sui patriarchi biblici sono di fantasia, e i patriarchi meri eponimi leggendari per descrivere realtà storiche successive. Inoltre, i minimalisti biblici ritengono che le dodici tribù di Israele siano state una costruzione successiva, che le storie di re Davide e re Saul siano state modellate su posteriori esempi irano-ellenistici e che non vi sia prova archeologica dell'esistenza di quel regno unito d'Israele, che secondo la Bibbia avrebbe permesso a Davide e Salomone di dominare un impero esteso dall'Eufrate ad Eilat.
Tra i libri pubblicati, uno dei primi a sostegno dell'attuale scuola di pensiero che va sotto il nome di minimalismo biblico è opera di Giovanni Garbini, Storia e ideologia nell'Israele antico (1986), tradotto in inglese con il titolo History and Ideology in Ancient Israel (1988). Seguirono le sue orme Thomas L. Thompson con il suo corposo Early History of the Israelite People: From the Written & Archaeological Sources (1992) e, prendendo dichiaratamente le mosse dal libro di Thompson, il più conciso lavoro di Philip R. Davies, In Search of 'Ancient Israel' (1992). In quest'ultimo, Davies trova l'Israele storico solo nei reperti archeologici, l'Israele biblico solo nella Scrittura, e che la recente ricostruzione dell'"antico Israele" sia un inaccettabile miscuglio dei primi due. Thompson e Davies vedono l'intera Bibbia ebraica (Antico Testamento) come la fantasiosa creazione di una piccola comunità di ebrei a Gerusalemme durante il periodo che la Bibbia indica come successivo all'esilio in Babilonia, dal 539 a.C. in poi. Anche Niels Peter Lemche, che assieme a Thompson era membro di facoltà all'Università di Copenaghen, fece seguito con alcune pubblicazioni che mostrano l'influenza di Thompson, tra cui The Israelites in History and Tradition (1998). La presenza di Thompson e Lemche nella stessa istituzione ha fatto parlare di scuola di Copenaghen. Anche se l'effetto immediato del minimalismo biblico dal 1992 in avanti fu un'accesa discussione da più parti (non solo due), in seguito apparve qualche critica più pacata, benché mai neutrale.

### Massimalismo biblico
Non esiste divergenza accademica sulla storicità degli eventi riferiti dalla cattività babilonese nel sesto secolo a.C., e sul fatto che gli eventi anteriori alla Monarchia Unita non possono in alcun modo apparire storici. Le posizioni di "massimalisti" contrapposte a "minimalisti" riguardano il periodo della monarchia, dal decimo al settimo secolo a.C. La posizione massimalista sostiene che i resoconti della Monarchia Unita e dei primi re di Israele, Davide e Saul, si devono assumere come ampiamente storici.

### Riduzione del dissidio tra le scuole massimalista e minimalista
Nel 2001, Israel Finkelstein e Neil Asher Silberman pubblicarono il libro The Bible Unearthed. Archaeology's New Vision of Ancient Israel and the Origin of Its Sacred Texts (edito in Italia da Carocci con il titolo Le tracce di Mosè. La Bibbia tra storia e mito) che auspicava una visione intermedia tendente al minimalismo biblico e provocò una specie di rivolta in molti conservatori. Nel numero del 25º anniversario della Biblical Archeological Review (Marzo/Aprile 2001), l'editore Hershel Shanks citò parecchi biblisti che insistevano che il minimalismo stava morendo, sebbene i minimalisti più autorevoli lo smentiscano e vi sia la pretesa che "Adesso siamo tutti minimalisti".
(Philip Davies)
(Lester L. Grabbe)

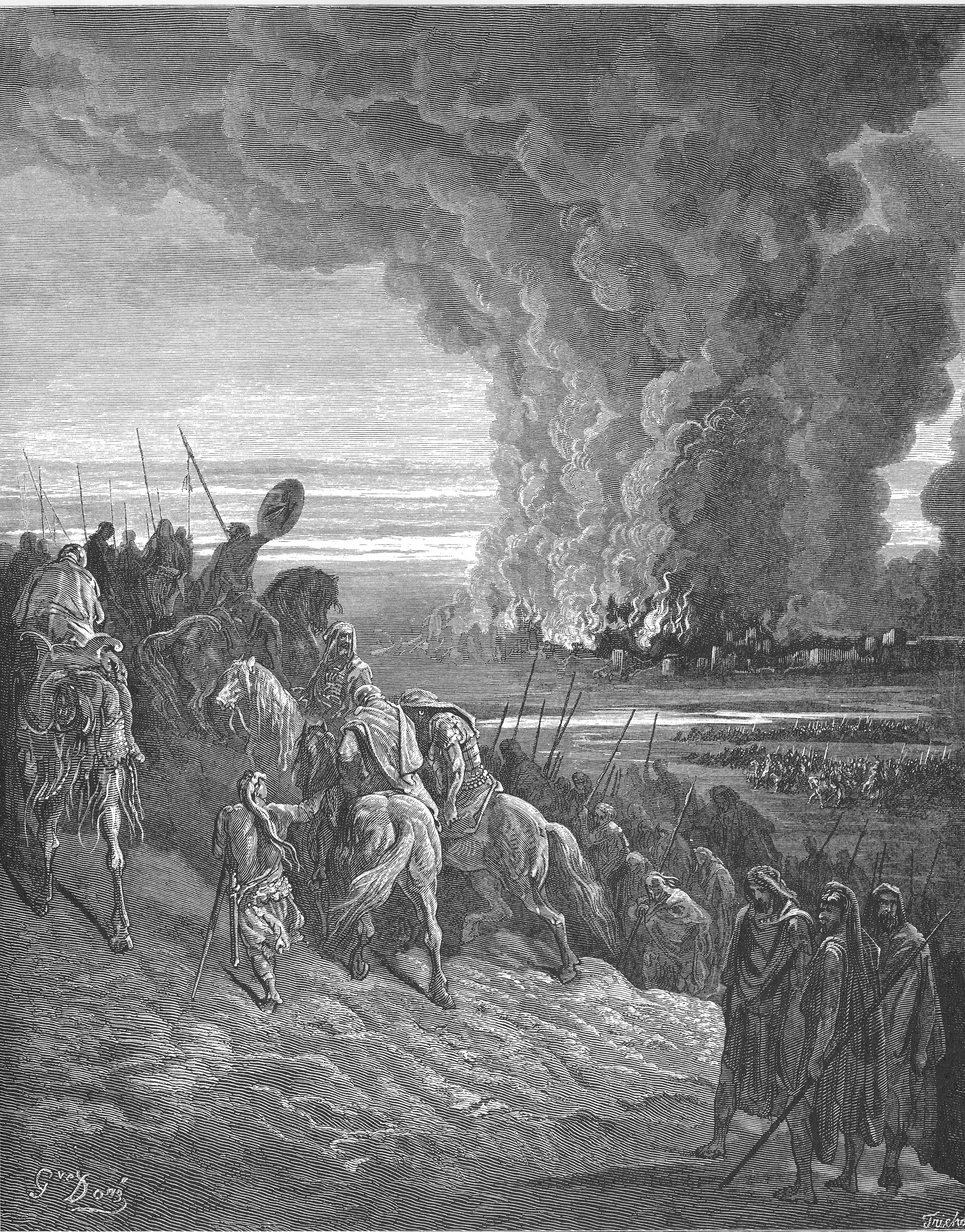
Gustave Doré, Giosuè incendia la città di Ai, 1866.

Nel 2003, Kenneth Kitchen, studioso che adotta un punto di vista più massimalista, pubblicò il libro On the Reliability of the Old Testament. Kitchen difese l'attendibilità di molte parti (ma non di tutte) della Torah criticando inequivocabilmente il lavoro di Finkelstein e Silberman.
Jennifer Wallace nell'articolo Shifting Ground in the Holy Land, sul numero di maggio 2006 dello Smithsonian Magazine, così descrive il punto di vista dell'archeologo Israel Finkelstein:
Tuttavia, malgrado le incongruenze con le risultanze archeologiche, alcuni massimalisti pongono Giosuè alla metà del secondo millennio, intorno all'epoca in cui l'impero egiziano si estese su Canaan, e non nel tredicesimo secolo come vorrebbero Finkelstein o Kitchen; di conseguenza gli strati di distruzione del periodo conforterebbero il resoconto biblico. La distruzione di Hazor a metà del tredicesimo secolo è vista come una conferma del resoconto biblico circa la successiva distruzione compiuta da Debora e Barac e commemorata dal libro dei Giudici. La località che Finkelstein chiama "Ai" è generalmente scartata come ubicazione della Ai biblica, dato che fu distrutta e sotterrata nel terzo millennio. L'importante sito era noto con quel nome almeno dai tempi ellenistici, se non da prima. Tutti i minimalisti ritengono che datare questi eventi come contemporanei equivale a spiegazioni eziologiche scritte secoli più tardi degli eventi che si pretende di riferire.
Quanto alla monarchia unita sia Finkelstein sia Silberman accettano senz'altro che Davide e Salomone fossero persone realmente esistenti (anche se non re, ma capibanda o capitribù delle alture) in Giuda verso il decimo secolo a.C. — non considerano che ci fosse una tale monarchia unita con Gerusalemme come capitale.
(Israel Finkelstein e Neil Asher Silberman)
Altri, tra cui David Ussishkin, affermano che chi rimane fedele alla raffigurazione biblica di una monarchia unita lo fa con scarse prove attuali, ma confidando su scoperte archeologiche decisive che dovrebbero avverarsi in futuro. Gunnar Lehmann ipotizza che ci sia ancora una possibilità che Davide e Salomone fossero riusciti a diventare capi locali di una qualche importanza e afferma che Gerusalemme in quell'epoca era nella migliore delle ipotesi una cittadina in un'area scarsamente popolata in cui la base sociale era formata da alleanze di clan familiari-tribali. Continua asserendo che si trattava al più di un piccolo centro regionale, uno dei tre o quattro di Giuda e né Davide né Salomone avevano la forza militare o la necessaria struttura socio-politico-amministrativa per dirigere il tipo di impero descritto nella Bibbia.
Queste idee sono energicamente criticate da William G. Dever, Helga Weippert, Amihai Mazar e Amnon Ben-Tor.
André Lemaire afferma in Ancient Israel: From Abraham to the Roman Destruction of the Temple che i punti principali della tradizione biblica riguardo a Salomone sono generalmente degni di fede, ed altrettanto fa Kenneth Kitchen, sostenendo che Salomone regnò più su un "mini impero" relativamente prospero, che su una piccola città-stato.
Recentemente Finkelstein ha iniziato a collaborare con il più conservatore Amihai Mazar per una ricognizione dei reciproci punti di accordo e di disaccordo; vi sono segnali che fanno ritenere in attenuazione l'intensità del dibattito tra studiosi cosiddetti minimalisti e massimalisti. Questo punto di vista è condiviso da Richard S. Hess, che mostra che in realtà c'è una pluralità di vedute tra massimalisti e minimalisti. Jack Cargill ha dimostrato che i manuali più diffusi non solo omettono di dare ai lettori ragguagli sulle risultanze archeologiche recenti, ma anzi neppure rappresentano correttamente la varietà di opinioni sull'argomento. Megan Bishop Moore e Brad E. Kelle nel loro libro Biblical History and Israel's Past (2011) offrono una panoramica dei rispettivi approcci in evoluzione e relative controversie, specie durante il periodo anni 1980 - 2010.